# 砂鰕虎
砂鰕虎（学名：Gobiopsis arenaria），又名砂髯鰕虎魚，为鰕虎科髯鰕虎魚屬下的一个种。